# Johannes Baier (Offizier)

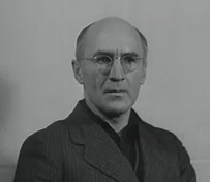
Johannes Baier während der Nürnberger Prozesse. Aufnahme von Januar 1947.

Johannes Heinrich Baier, genannt Hans Baier (* 4. November 1893 in Geestemünde; † 16. März 1969 in Bremerhaven) war deutscher Kapitänleutnant der Kriegsmarine, Nationalsozialist und später SS-Oberführer. Baier wurde während der Nürnberger Prozesse angeklagt und als Kriegsverbrecher verurteilt.

## Leben
Der Sohn eines Goldschmiedemeisters machte im März 1912 Abitur am Reform-Realgymnasium in Geestemünde und war zunächst Hilfsreferent bei der Reichsfinanzverwaltung. 1912 erfolgte der erste Kontakt zu Oswald Pohl während seiner Marinezeit als Zahlmeister-Anwärter (4. Kompanie der II. Werftdivision) in Wilhelmshaven. Von April 1913 bis Juli 1914 nahm er an einem Auslandseinsatz in Ostasien und Japan teil. Von Beginn des Ersten Weltkrieges an war er als Zahlmeister bei der Kaiserlichen Marine bei verschiedenen Kommandos eingesetzt und führte bei Kriegsende den Rang eines Leutnants zur See in der Position eines Marinezahlmeisters. Nach Kriegsende war Baier in Kiel bei der Abwicklung der dortigen Marinestation tätig und wurde Ende März 1921 aus der Marine entlassen. Nebenbei begann er ein Studium der Wirtschaftswissenschaften, das er im November 1921 abbrach.
Von Ende November 1921 bis Ende November 1935 war Baier in der Reichsfinanzverwaltung tätig. Bei den Finanzämtern Göttingen, Geestemünde, das dann 1924 im Finanzamt der Großstadt Wesermünde aufging und Bremerhaven war Baier in der Veranlagung sowie Buch- und Betriebsprüfung beschäftigt. Zum 1. Mai 1933 trat er der NSDAP bei (Mitgliedsnummer 2.572.143). Im Dezember 1935 trat er erneut in die Marine als Ergänzungsverwaltungs-Offiziersanwärter ein, woraufhin er im März 1937 als Kapitänleutnant entlassen wurde. Anschließend zog er nach München. Am 1. August 1937 trat er der SS (SS-Nr. 279.458) bei und wurde SS-Hauptsturmführer. Von April 1937 und August 1943 war er Leiter der Lehrgänge für Verwaltungskunde an der SS-Junkerschule in Bad Tölz – Außenstelle Dachau. Als SS-Standartenführer wurde er im August 1943 Leiter der Amtsgruppe Wirtschaftsunternehmungen beim SS-Wirtschafts- und Verwaltungshauptamt. Im November 1943 wurde er zum SS-Oberführer befördert. Von August 1943 bis Kriegsende war er vertretungsberechtigter Geschäftsführer des Unternehmens Deutsche Wirtschaftsbetriebe GmbH (DWB) in Berlin.
Am 6. Mai 1945 wurde er von Angehörigen der US-Armee verhaftet und vor ein amerikanisches Militärgericht gestellt. Im Prozess Wirtschafts- und Verwaltungshauptamt der SS wurde er am 3. November 1947 vom United States Military Tribunal II wegen Kriegsverbrechen, Verbrechen gegen die Menschlichkeit und der Mitgliedschaft in verbrecherischen Organisationen wegen seiner Verwicklung in die Zwangsarbeit von KZ-Häftlingen zu zehn Jahren Freiheitsstrafe verurteilt. Er wurde begnadigt und am 1. Februar 1951 aus dem Kriegsverbrechergefängnis Landsberg vorzeitig entlassen.

## Auszeichnungen
- Eisernes Kreuz 2. Klasse
- Kriegsverdienstkreuz 1. und 2. Klasse mit Schwertern
- Ehrendegen RF-SS
- SS-Totenkopfring